# یانگ پلیس (نیومکزیکو)
یانگ پلیس (به انگلیسی: Young Place) یک منطقهٔ مسکونی در ایالات متحده آمریکا است که در نیومکزیکو واقع شده‌است. یانگ پلیس ۱۸۷ نفر جمعیت دارد و ۱٬۹۳۰٫۹۳ متر بالاتر از سطح دریا واقع شده‌است.